# Euproctis pauperata
Euproctis pauperata är en fjärilsart som beskrevs av John Henry Leech 1899. Euproctis pauperata ingår i släktet Euproctis och familjen tofsspinnare. Inga underarter finns listade i Catalogue of Life.